# Sport-Verein Werder von 1899 II 2015-2016
Questa voce raccoglie le informazioni riguardanti lo Sport-Verein Werder von 1899 II nelle competizioni ufficiali della stagione 2015-2016.

## Stagione
Nella stagione 2015-2016 il Werder Brema II, allenato da Alexander Nouri, concluse il campionato di 3. Liga al 17º posto.

## Rosa
| N. |                        | Ruolo | Calciatore         |
| -- | ---------------------- | ----- | ------------------ |
| 1  | Germania (bandiera)    | P     | Raphael Wolf       |
| 2  | Germania (bandiera)    | D     | Maurice Hehne      |
| 2  | Ucraina (bandiera)     | D     | Artur Piperkov     |
| 3  | Germania (bandiera)    | D     | Thore Jacobsen     |
| 4  | Paesi Bassi (bandiera) | D     | Jesper Verlaat     |
| 5  | Grecia (bandiera)      | D     | Angelos Argyris    |
| 6  | Germania (bandiera)    | C     | Björn Rother       |
| 7  | Germania (bandiera)    | A     | Onur Capin         |
| 8  | Senegal (bandiera)     | C     | Mohamed Aidara     |
| 13 | Germania (bandiera)    | C     | Philipp Eggersglüß |
| 14 | Germania (bandiera)    | C     | Ole Käuper         |
| 15 | Croazia (bandiera)     | D     | Mateo Pavlović     |
| 16 | Germania (bandiera)    | D     | Timo Dressler      |
| 16 | Serbia (bandiera)      | D     | Miloš Veljković    |
| 17 | Germania (bandiera)    | C     | Özkan Yıldırım     |
| 18 | Germania (bandiera)    | D     | Leon Lingerski     |
| 19 | Germania (bandiera)    | D     | Luca Zander        |
| 20 | Svizzera (bandiera)    | C     | Ulisses Garcia     |
| 21 | Germania (bandiera)    | A     | Pedro Güthermann   |
| 22 | Germania (bandiera)    | P     | Tobias Duffner     |
| 23 | Germania (bandiera)    | C     | Karim Raho         |

| N. |                     | Ruolo | Calciatore           |
| -- | ------------------- | ----- | -------------------- |
| 25 | Germania (bandiera) | D     | Oliver Hüsing        |
| 26 | Germania (bandiera) | C     | Julian von Haacke    |
| 27 | Austria (bandiera)  | C     | Florian Grillitsch   |
| 28 | Uganda (bandiera)   | A     | Melvyn Lorenzen      |
| 29 | Germania (bandiera) | D     | Leon Guwara          |
| 30 | Germania (bandiera) | P     | Michael Zetterer     |
| 31 | Germania (bandiera) | D     | Torben Rehfeldt      |
| 32 | Germania (bandiera) | C     | Rafael Kazior        |
| 33 | Germania (bandiera) | C     | Marcel Hilßner       |
| 34 | Georgia (bandiera)  | C     | Giorgi Papunashvili  |
| 35 | Germania (bandiera) | C     | Maximilian Eggestein |
| 36 | Germania (bandiera) | A     | Abdullah Doğan       |
| 37 | Germania (bandiera) | D     | Janek Sternberg      |
| 38 | Germania (bandiera) | D     | Marnon-Thomas Busch  |
| 39 | Germania (bandiera) | C     | Lukas Fröde          |
| 40 | Germania (bandiera) | P     | Raif Husic           |
| 41 | Germania (bandiera) | P     | Tom Pachulski        |
| 43 | Germania (bandiera) | P     | Eric Oelschlägel     |
| 46 | Germania (bandiera) | A     | Enis Bytyqi          |
| 47 | Gambia (bandiera)   | A     | Ousman Manneh        |
| 48 | Germania (bandiera) | C     | Tobias Schwede       |

## Organigramma societario
Area tecnica
- Allenatore: Alexander Nouri
- Allenatore in seconda: Thorsten Bolder, Florian Bruns
- Preparatore dei portieri: Manuel Klon
- Preparatori atletici:

## Calciomercato

### Sessione estiva
| Acquisti | Acquisti            | Acquisti             | Acquisti |
| R.       | Nome                | da                   | Modalità |
| -------- | ------------------- | -------------------- | -------- |
| C        | Giorgi Papunashvili | Dinamo Tbilisi       |          |
| C        | Mohamed Aidara      | Oldenburg            |          |
| D        | Timo Dressler       | Werder Brema U19     |          |
| D        | Oliver Hüsing       | Hansa Rostock        |          |
| D        | Thore Jacobsen      | Amburgo U19          |          |
| C        | Rafael Kazior       | Holstein Kiel        |          |
| A        | Martin Kobylański   | Union Berlino        |          |
| C        | Björn Rother        | Bayer Leverkusen U19 |          |

| Cessioni | Cessioni           | Cessioni          | Cessioni |
| R.       | Nome               | a                 | Modalità |
| -------- | ------------------ | ----------------- | -------- |
| A        | Maik Łukowicz      | Hansa Rostock     |          |
| C        | Levent Ayçiçek     | Werder Brema      |          |
| D        | Herbert Bockhorn   | Wiedenbrück       |          |
| D        | Julian Dudda       | Kickers Offenbach |          |
| C        | Florian Grillitsch | Werder Brema      |          |
| P        | Florian Urbainski  | Atlas Delmenhorst |          |
| A        | Max Wegner         | Erzgebirge Aue    |          |
| D        | Burak Yigit        | Werder Brema III  |          |

### Sessione invernale
| Acquisti | Acquisti | Acquisti | Acquisti |
| R.       | Nome     | da       | Modalità |
| -------- | -------- | -------- | -------- |

| Cessioni | Cessioni          | Cessioni             | Cessioni |
| R.       | Nome              | a                    | Modalità |
| -------- | ----------------- | -------------------- | -------- |
| A        | Martin Kobylański | Lechia Danzica       |          |
| D        | Patrick Mainka    | Borussia Dortmund II |          |

## Risultati

### 3. Liga

#### Girone di andata
| Arbitro: | Siewer |

|                   |           |                           |
| Bickel 41’ (rig.) | Marcatori | 57’ Grillitsch 60’ Manneh |

| Arbitro: | Börner |

|  |           |                                         |
|  | Marcatori | 15’ Breitkreuz 51’ (rig.) Garbuschewski |

| Arbitro: | Schlager |

|                                      |           |  |
| Heider 9’ Lewerenz 58’ Schäffler 90’ | Marcatori |  |

| Arbitro: | Schütz |

|             |           |                    |
| Ayçiçek 90’ | Marcatori | 65’ (rig.) Sowislo |

| Arbitro: | Bläser |

|                               |           |            |
| Schindler 69’, 81’ Blacha 90’ | Marcatori | 62’ Manneh |

| Arbitro: | Kornblum |

|             |           |                                |
| Hilßner 10’ | Marcatori | 70’ Lambertz 90’ (rig.) Eilers |

| Arbitro: | Günsch |

|                                |           |            |
| Bischoff 2’ Kara 69’ Wiebe 87’ | Marcatori | 60’ Kazior |

| Arbitro: | Skorczyk |

|  |           |                                                |
|  | Marcatori | 16’ Breier 56’ Röttger 76’ Dittgen 90’ Landeka |

| Arbitro: | Jöllenbeck |

|              |           |            |
| Grüttner 32’ | Marcatori | 18’ Kazior |

| Brema 22 settembre 2015, ore 19:00 CEST 10ª giornata | Werder Brema II | 0 – 0 referto | Kickers Würzburg | Weserstadion - Platz 11 (275 spett.)\| Arbitro: \| Hussein \| |
| Arbitro:                                             | Hussein         |               |                  |                                                               |

| Arbitro: | Bokop |

|                         |           |            |
| Höcher 60’ Kammlott 84’ | Marcatori | 10’ Manneh |

| Arbitro: | Huber |

|                                       |           |               |
| Nedelev 52’ (aut.) Hilßner 71’ (rig.) | Marcatori | 13’ Derstroff |

| Arbitro: | Petersen |

|                                                                   |           |                           |
| Osawe 23’, 25’, 71’ Bertram 41’ (rig.) Banović 51’ Engelhardt 83’ | Marcatori | 29’ Kazior 57’ von Haacke |

| Arbitro: | Jöllenbeck |

|                                                        |           |  |
| Männel 15’ (aut.) Rother 70’ Guwara 72’ Kobylański 90’ | Marcatori |  |

| Arbitro: | Schröder |

|                                                   |           |                  |
| Eggersglüß 22’ Kazior 43’ (rig.) Papunashvili 58’ | Marcatori | 15’ Dem 88’ Fink |

| Arbitro: | Zorn |

|                      |           |             |
| Königs 34’ Cauly 90’ | Marcatori | 71’ Verlaat |

| Arbitro: | Waschitzki-Günther |

|  |           |           |
|  | Marcatori | 47’ Syhre |

| Arbitro: | Schütz |

|  |           |                         |
|  | Marcatori | 24’ Lorenzen 62’ Guwara |

| Arbitro: | Günsch |

|                  |           |             |
| Barth 69’ (aut.) | Marcatori | 45’ Neumann |

#### Girone di ritorno
| Arbitro: | Pfeifer |

|             |           |                      |
| Hilßner 74’ | Marcatori | 69’ (rig.) Benyamina |

| Arbitro: | Kornblum |

|           |           |                  |
| Kauko 27’ | Marcatori | 30’ Papunashvili |

| Arbitro: | Heft |

|                             |           |              |
| von Haacke 45’ Jacobsen 55’ | Marcatori | 69’ Lewerenz |

| Arbitro: | Weiner |

|            |           |            |
| Chahed 46’ | Marcatori | 88’ Kazior |

| Arbitro: | Schult |

|            |           |  |
| Kazior 60’ | Marcatori |  |

| Arbitro: | Thomsen |

|                           |           |                    |
| Hartmann 29’ Kutschke 54’ | Marcatori | 16’ (rig.) Hilßner |

| Brema 20 febbraio 2016, ore 14:00 CET 26ª giornata | Werder Brema II | 0 – 0 referto | Preußen Münster | Weserstadion - Platz 11 (1 030 spett.)\| Arbitro: \| Sather \| |
| Arbitro:                                           | Sather          |               |                 |                                                                |

| Arbitro: | Huber |

|  |           |           |
|  | Marcatori | 3’ Bytyqi |

| Arbitro: | Schwermer |

|  |           |              |
|  | Marcatori | 77’ Grüttner |

| Arbitro: | Jöllenbeck |

|                         |           |                       |
| Shapourzadeh 79’ (rig.) | Marcatori | 90’ (rig.) von Haacke |

| Arbitro: | Koslowski |

|  |           |              |
|  | Marcatori | 13’ Kammlott |

| Arbitro: | Badstübner |

|                       |           |                          |
| Seydel 20’ Saller 54’ | Marcatori | 19’ Kazior 52’ Eggestein |

| Arbitro: | Zorn |

|                                    |           |  |
| von Haacke 29’ (rig.) Yıldırım 60’ | Marcatori |  |

| Arbitro: | Kornblum |

|           |           |  |
| Adler 58’ | Marcatori |  |

| Arbitro: | Bläser |

|               |           |                |
| Fink 12’, 50’ | Marcatori | 72’ Eggersglüß |

| Arbitro: | Bokop |

|           |           |                           |
| Hüsing 7’ | Marcatori | 16’, 37’ Biada 65’ Königs |

| Arbitro: | Börner |

|                                            |           |             |
| Álvarez 18’ Ornatelli 23’ Pisot 40’ (rig.) | Marcatori | 79’ Hilßner |

| Arbitro: | Alt |

|              |           |  |
| Yıldırım 52’ | Marcatori |  |

| Arbitro: | Hartmann |

|           |           |                  |
| Ojala 56’ | Marcatori | 33’, 34’ Hilßner |

## Statistiche

### Statistiche di squadra
| Competizione | Punti | In casa | In casa | In casa | In casa | In casa | In casa | In trasferta | In trasferta | In trasferta | In trasferta | In trasferta | In trasferta | Totale | Totale | Totale | Totale | Totale | Totale | DR  |
| Competizione | Punti | G       | V       | N       | P       | Gf      | Gs      | G            | V            | N            | P            | Gf           | Gs           | G      | V      | N      | P      | Gf     | Gs     | DR  |
| ------------ | ----- | ------- | ------- | ------- | ------- | ------- | ------- | ------------ | ------------ | ------------ | ------------ | ------------ | ------------ | ------ | ------ | ------ | ------ | ------ | ------ | --- |
| 3. Liga      | 43    | 19      | 7       | 5       | 7       | 20      | 21      | 19           | 4            | 5            | 10           | 22           | 35           | 38     | 11     | 10     | 17     | 42     | 56     | -14 |
| Totale       | 43    | 19      | 7       | 5       | 7       | 20      | 21      | 19           | 4            | 5            | 10           | 22           | 35           | 38     | 11     | 10     | 17     | 42     | 56     | -14 |

### Andamento in campionato
| Giornata  | 1 | 2 | 3  | 4  | 5  | 6  | 7  | 8  | 9  | 10 | 11 | 12 | 13 | 14 | 15 | 16 | 17 | 18 | 19 | 20 | 21 | 22 | 23 | 24 | 25 | 26 | 27 | 28 | 29 | 30 | 31 | 32 | 33 | 34 | 35 | 36 | 37 | 38 |
| --------- | - | - | -- | -- | -- | -- | -- | -- | -- | -- | -- | -- | -- | -- | -- | -- | -- | -- | -- | -- | -- | -- | -- | -- | -- | -- | -- | -- | -- | -- | -- | -- | -- | -- | -- | -- | -- | -- |
| Luogo     | T | C | T  | C  | T  | C  | T  | C  | T  | C  | T  | C  | T  | C  | C  | T  | C  | T  | C  | C  | T  | C  | T  | C  | T  | C  | T  | C  | T  | C  | T  | C  | T  | T  | C  | T  | C  | T  |
| Risultato | V | P | P  | N  | P  | P  | P  | P  | N  | N  | P  | V  | P  | V  | V  | P  | P  | V  | N  | N  | N  | V  | N  | V  | P  | N  | V  | P  | N  | P  | N  | V  | P  | P  | P  | P  | V  | V  |
| Posizione | 4 | 8 | 16 | 14 | 17 | 18 | 20 | 20 | 20 | 19 | 20 | 19 | 20 | 20 | 18 | 20 | 20 | 18 | 17 | 17 | 19 | 17 | 16 | 15 | 15 | 16 | 14 | 15 | 14 | 17 | 17 | 16 | 16 | 17 | 18 | 18 | 18 | 17 |

Legenda:

Luogo: C = Casa; T = Trasferta. Risultato: V = Vittoria; N = Pareggio; P = Sconfitta.

### Statistiche dei giocatori
| M. Aidara       | 22 | 0 | 8  | 0 |
| A. Argyris      | 12 | 0 | 3  | 0 |
| L. Ayçiçek      | 13 | 1 | 3  | 0 |
| M. Busch        | 28 | 0 | 4  | 0 |
| E. Bytyqi       | 18 | 1 | 0  | 0 |
| O. Capin        | 6  | 0 | 1  | 0 |
| A. Doğan        | 1  | 0 | 0  | 0 |
| T. Dressler     | 0  | 0 | 0  | 0 |
| T. Duffner      | 17 | 0 | 2  | 0 |
| P. Eggersglüß   | 11 | 2 | 0  | 0 |
| M. Eggestein    | 9  | 1 | 1  | 0 |
| L. Fröde        | 13 | 0 | 4  | 0 |
| U. Garcia       | 4  | 0 | 1  | 0 |
| S. García       | 1  | 0 | 0  | 0 |
| F. Grillitsch   | 5  | 1 | 0  | 0 |
| L. Guwara       | 18 | 2 | 0  | 0 |
| P. Güthermann   | 0  | 0 | 0  | 0 |
| M. Hehne        | 1  | 0 | 0  | 0 |
| M. Hilßner      | 26 | 7 | 2  | 1 |
| R. Husic        | 0  | 0 | 0  | 0 |
| O. Hüsing       | 29 | 1 | 12 | 0 |
| T. Jacobsen     | 12 | 1 | 1  | 0 |
| R. Kazior       | 36 | 7 | 12 | 0 |
| M. Kobylański   | 15 | 1 | 2  | 0 |
| O. Käuper       | 16 | 0 | 4  | 0 |
| L. Lingerski    | 0  | 0 | 0  | 0 |
| M. Lorenzen     | 9  | 1 | 2  | 0 |
| P. Mainka       | 9  | 0 | 2  | 1 |
| O. Manneh       | 28 | 3 | 3  | 1 |
| E. Oelschlägel  | 19 | 0 | 2  | 0 |
| T. Pachulski    | 0  | 0 | 0  | 0 |
| G. Papunashvili | 20 | 2 | 5  | 0 |
| M. Pavlović     | 4  | 0 | 3  | 0 |
| A. Piperkov     | 0  | 0 | 0  | 0 |
| K. Raho         | 0  | 0 | 0  | 0 |
| T. Rehfeldt     | 17 | 0 | 1  | 0 |
| B. Rother       | 21 | 1 | 1  | 1 |
| T. Schwede      | 0  | 0 | 0  | 0 |
| J. Sternberg    | 4  | 0 | 1  | 0 |
| M. Veljković    | 5  | 0 | 2  | 0 |
| J. Verlaat      | 21 | 1 | 3  | 0 |
| R. Wolf         | 2  | 0 | 0  | 0 |
| Ö. Yildirim     | 5  | 2 | 1  | 0 |
| L. Zander       | 14 | 0 | 2  | 0 |
| M. Zetterer     | 1  | 0 | 0  | 0 |
| J. von Haacke   | 29 | 4 | 6  | 1 |
| M. Łukowicz     | 2  | 0 | 0  | 0 |